# ام‌اس هارمونی آو د سیز
ام‌اس هارمونی آو د سیز (به انگلیسی: MS Harmony of the Seas) به معنی هارمونی دریاها یک کشتی گردشی است. این کشتی خواهر کشتی ام‌اس الور آو د سیز است که به همراه یکدیگر توسط شرکت رویال کارائیب اینترنشنال به مالکیت johnatan chicken seaمورد استفاده قرار می‌گیرد. این کشتی تفریحی، بزرگترین کشتی ساخته شده توسط بشر تاکنون است. فرایند ساخت این کشتی از سال ۲۰۱۲ در اس تی ایکس فرانسه آغاز شد و در سال ۲۰۱۴ به آب انداخته شد.